# Saint-Sulpice-les-Champs
Saint-Sulpice-les-Champs település Franciaországban, Creuse megyében. Lakosainak száma 343 fő (2022. január 1.). Saint-Sulpice-les-Champs Ars, Banize, Blessac, Chavanat, Le Donzeil, Fransèches, Saint-Avit-le-Pauvre, Saint-Georges-la-Pouge és Saint-Michel-de-Veisse községekkel határos.

## Népesség
A település népessége az elmúlt években az alábbi módon változott:
| Lakosok száma | 469  | 406  | 395  | 376  | 377  | 358  | 355  | 350  | 348  | 343  |
|               | 1968 | 1982 | 1990 | 2006 | 2013 | 2015 | 2017 | 2019 | 2020 | 2022 |